# Los Reyes, Mazatlán Villa de Flores
Los Reyes är en ort i Mexiko.   Den ligger i kommunen Mazatlán Villa de Flores och delstaten Oaxaca, i den sydöstra delen av landet, 280 km sydost om huvudstaden Mexico City. Los Reyes ligger 1 166 meter över havet och antalet invånare är 115.
Terrängen runt Los Reyes är bergig. Runt Los Reyes är det ganska tätbefolkat, med 52 invånare per kvadratkilometer. Närmaste större samhälle är Huautla de Jiménez, 14,1 km norr om Los Reyes. I omgivningarna runt Los Reyes växer huvudsakligen savannskog.